# Pelidnota peslieri
Pelidnota peslieri är en skalbaggsart som beskrevs av Soula 2009. Pelidnota peslieri ingår i släktet Pelidnota och familjen Rutelidae. Inga underarter finns listade i Catalogue of Life.